# نيكولاس لوبيز
نيكولاس لوبيز (بالإسبانية: Nicolás Federico López)‏ (1 أكتوبر 1993 مونتفيدو الأوروغواي - ) هو لاعب كرة قدم أوروغواني يلعب كمهاجم.

## روابط خارجية
- نيكولاس لوبيز على موقع الاتحاد الأوربي (الإنجليزية)
- نيكولاس لوبيز على موقع قاعدة بيانات كرة القدم.إي يو (الإنجليزية)
- نيكولاس لوبيز على موقع Soccerbase.com (لاعب) (الإنجليزية)
- نيكولاس لوبيز على موقع Soccerway.com (الإنجليزية)
- نيكولاس لوبيز على موقع عالم كرة القدم.نت (الإنجليزية)
- نيكولاس لوبيز على موقع AS.com (الإسبانية)